# Glycera russa
Glycera russa är en ringmaskart som beskrevs av Grube 1870. Glycera russa ingår i släktet Glycera och familjen Glyceridae.
Artens utbredningsområde är havet kring Nya Zeeland. Inga underarter finns listade i Catalogue of Life.